# 원용석
원용석(1906년 3월 19일~1989년 12월 30일)은 대한민국의 정치인이다. 제4대 국회의원을 지냈다.

## 역대 선거 결과
|  | 52.29% |

|  | 6.79% |

|  | 40.03% |